# Santa Park
Het Santa Park is een Fins kerstthemapark in Rovaniemi niet ver van het Dorp van de Kerstman. Het themapark is een overdekte attractie en  bevindt zich in een kunstmatige grot.

## Afbeeldingen

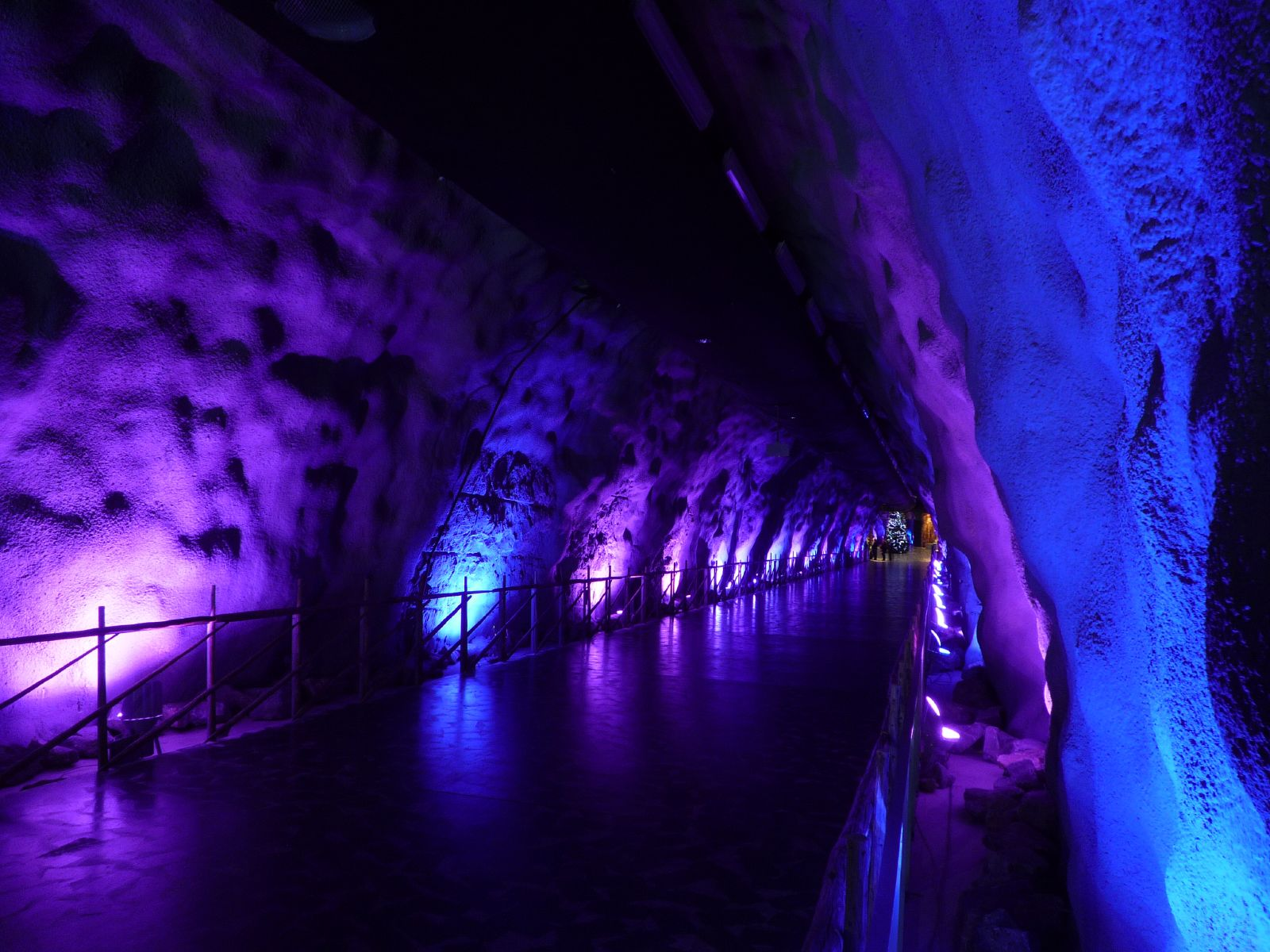
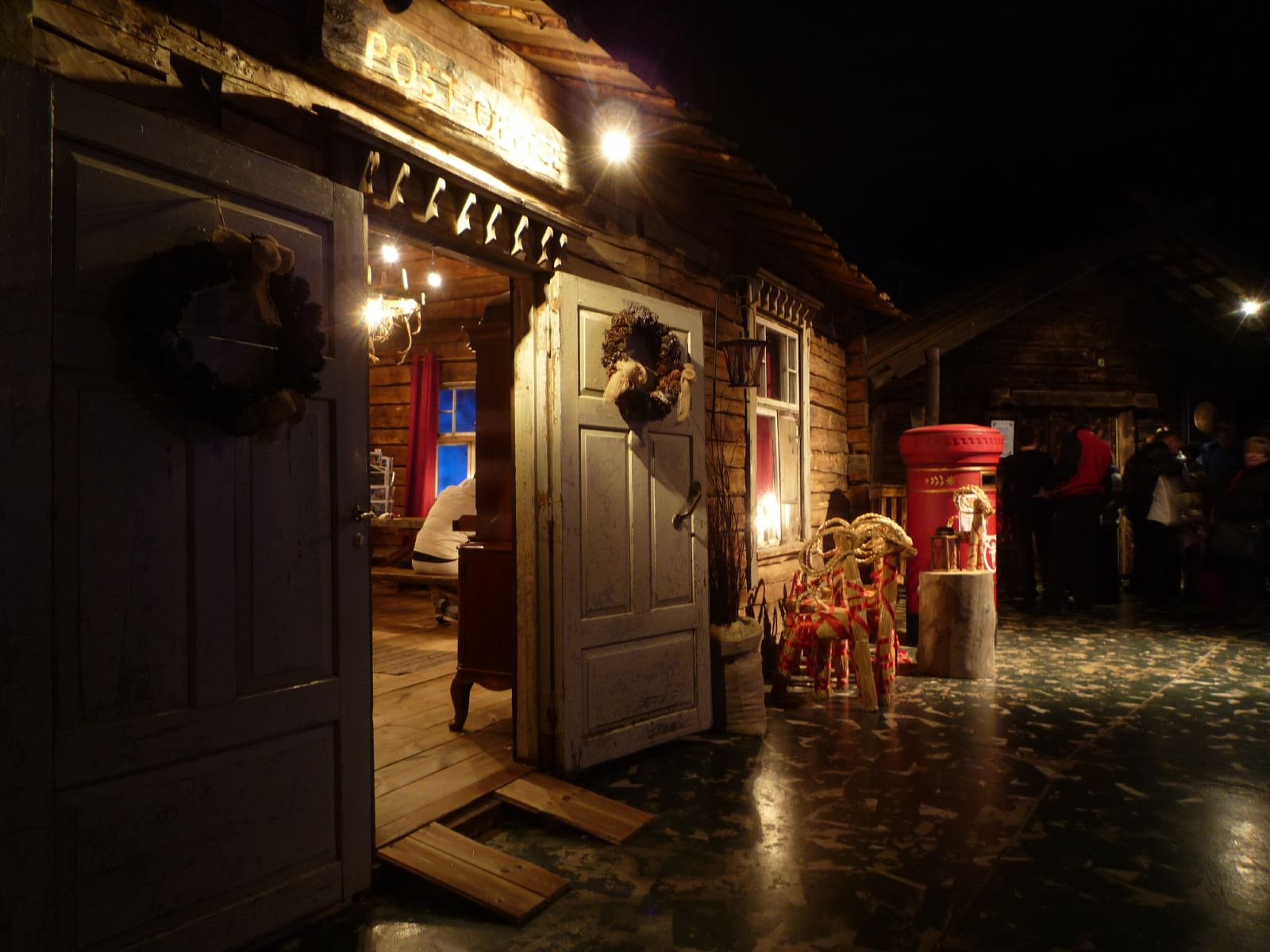
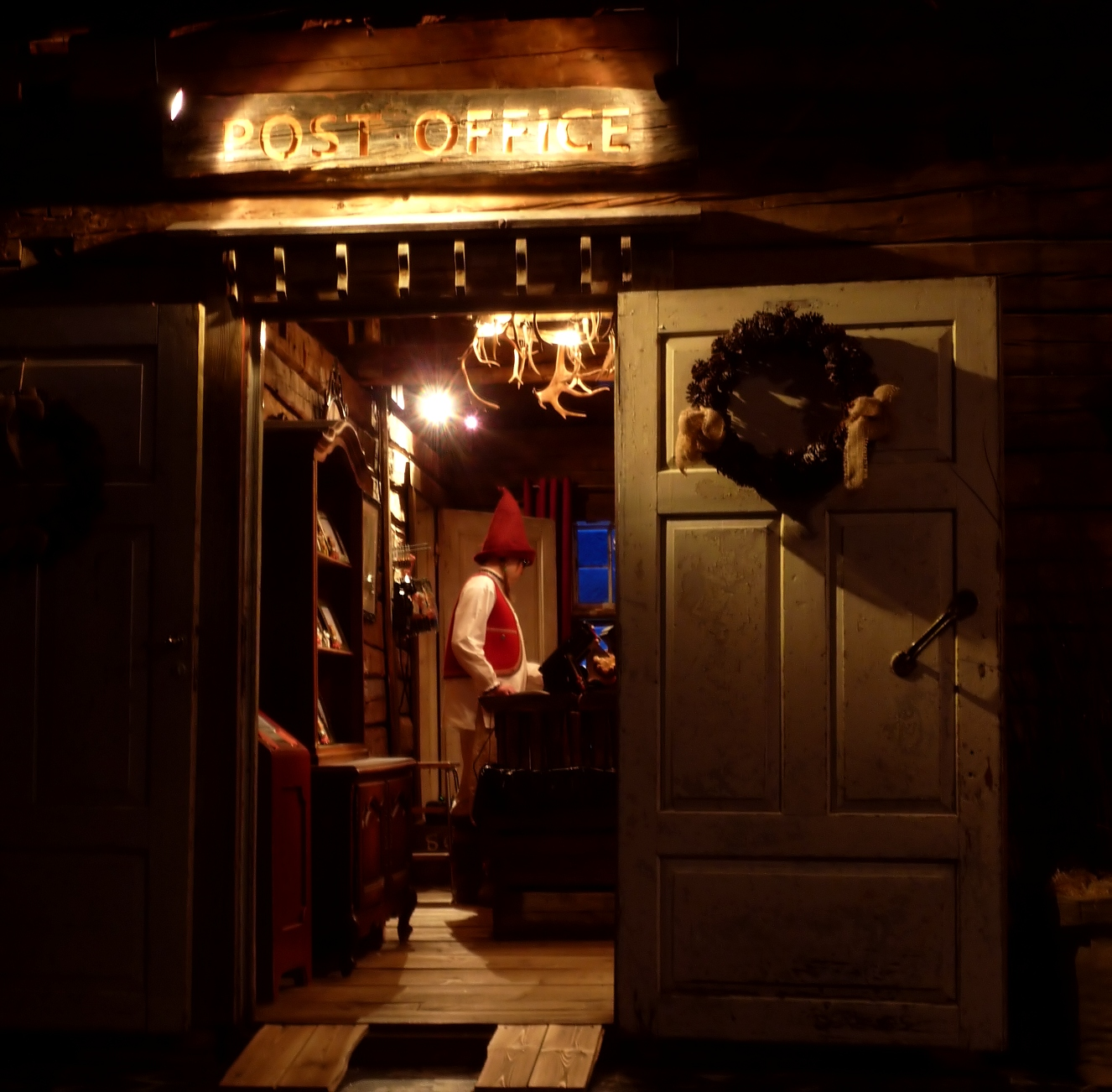
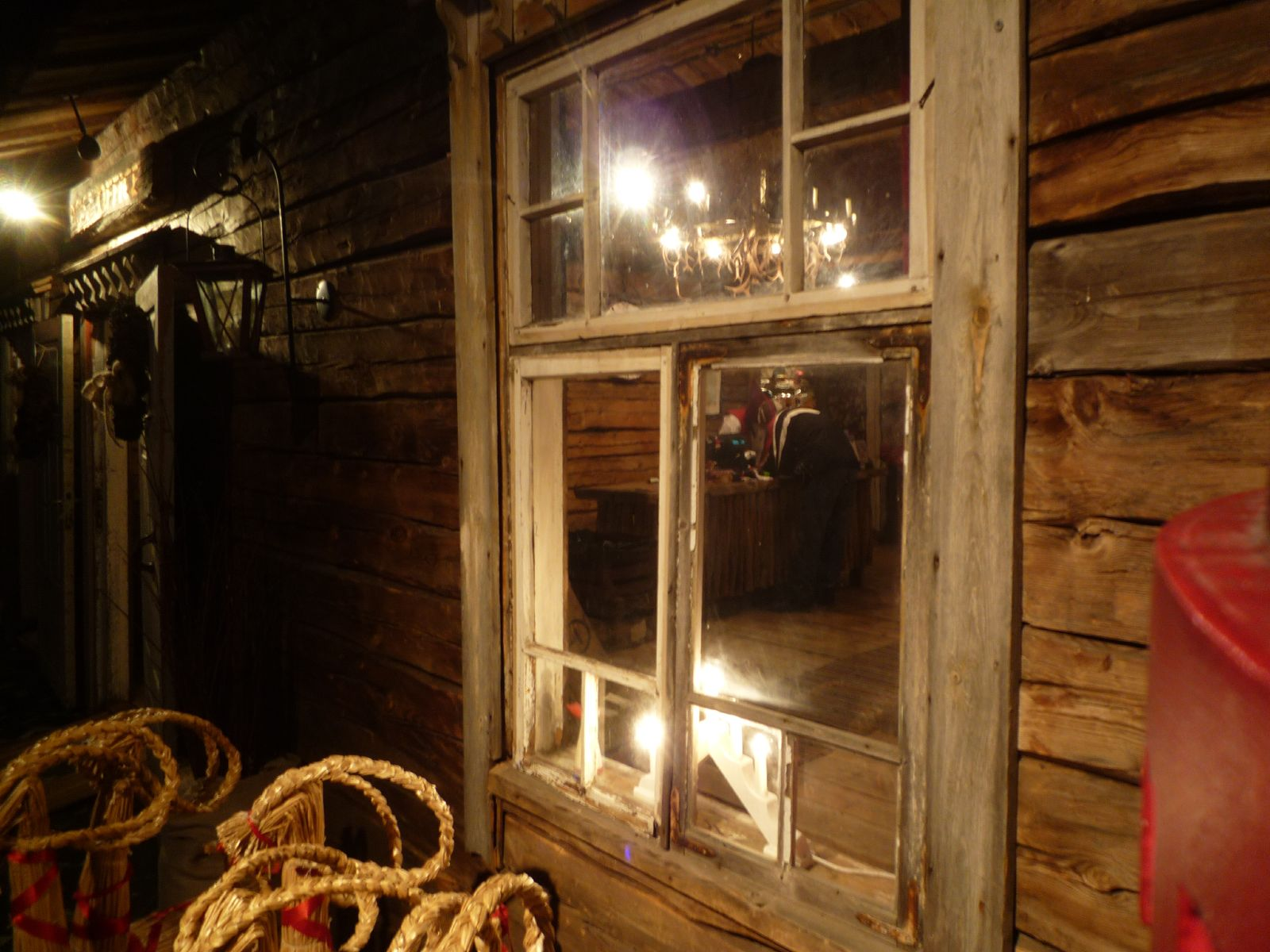

## Attracties
- Elfenshow
- Werkplaats van de Kerstman
- Peperkoek keuken
- Elfenwerkplaats
- Elfenschool
- Sleerit
- Postkantoor
- Winkelpassage
- Café